# Cantonul Bouchain
Cantonul Bouchain este un canton din arondismentul Valenciennes, departamentul Nord, regiunea Nord-Pas-de-Calais, Franța.

## Comune
- Avesnes-le-Sec
- Bouchain (Boesem) (reședință)
- Émerchicourt
- Haspres
- Hordain (Hordeng)
- Lieu-Saint-Amand
- Lourches
- Marquette-en-Ostrevant (Market(t)e)
- Mastaing
- Neuville-sur-Escaut
- Noyelles-sur-Selle
- Rœulx
- Wasnes-au-Bac
- Wavrechain-sous-Faulx